# Taïsija Udodenko
Taïsija Eduardivna Udodenko (in ucraino Таїсія Едуардівна Удоденко?; Charkiv, 7 maggio 1989) è una cestista ucraina.

## Carriera
Con l'Ucraina ha disputato due edizioni dei Campionati europei (2017, 2019).